# 古寺鵑聲

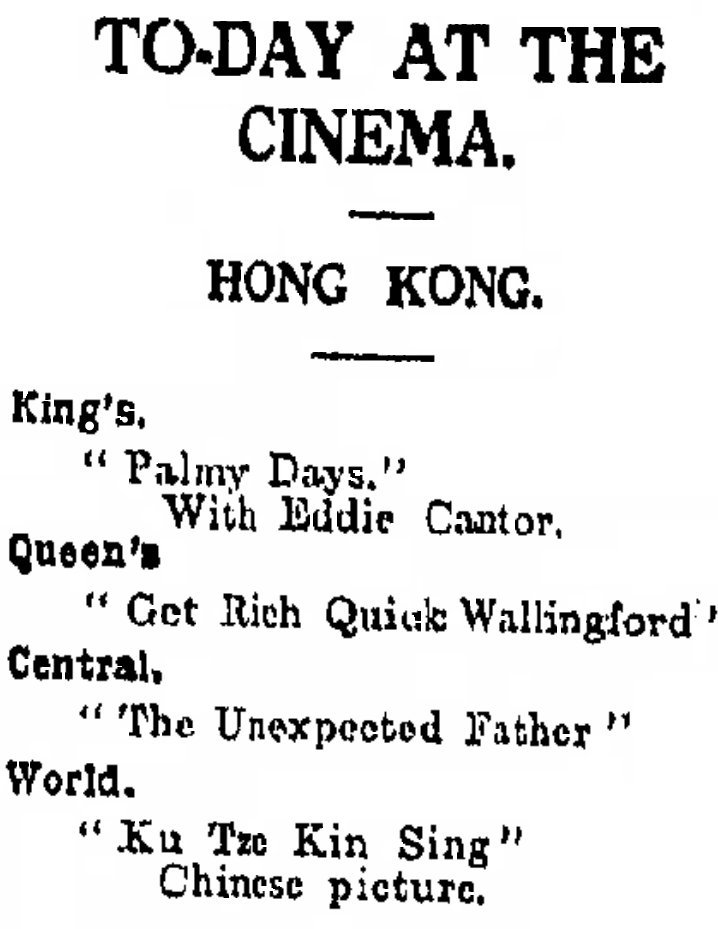
1932年4月12日，星期二，香港島上放映的電影：（1）娛樂戲院（King's Theatre）《Palmy Days（狂歡時節）》；（2）皇后戲院（Queen's Theatre）《New Adventures of Get Rich Quick Wallingford（騙徒艷福）》；（3）中央戲院（Central Theatre）《The Unexpected Father（高佬森娶老婆）》；（4）新世界戲院（New World Theatre）《古寺鵑聲（Ku Tze Kin Sing）》。

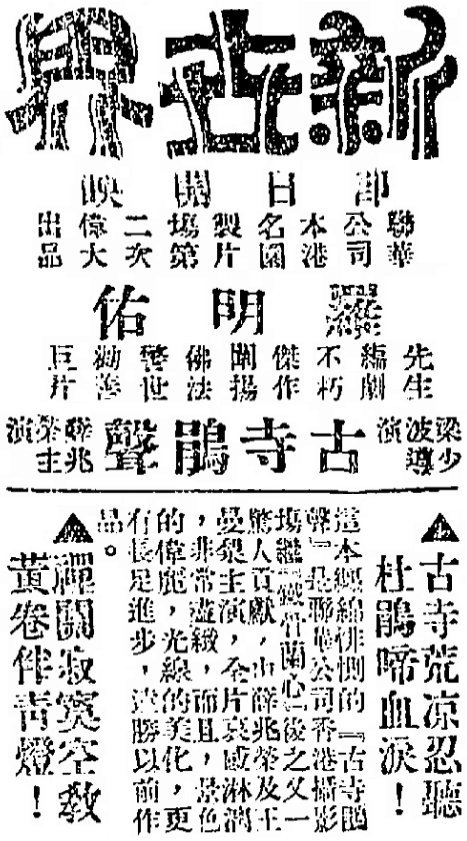
聯華公司本港名園製片場第二次偉大出品默片《古寺鵑聲（Ku Tze Kin Sing）》從1932年4月10日（星期日）至13日（星期三），一連四天在香港新世界戲院（New World Theatre）首次公映時的報章廣告。羅明佑先生編劇不朽傑作闡揚佛法警世勸善巨片。▲古寺荒涼忍聽杜鵑啼血淚！▲禪關寂寞空教黃卷伴青燈！這本纏綿悱惻皤的《古寺鵑聲》是聯華公司香港攝影場繼《鐵骨蘭心》後之又一驚人貢獻，由薛兆榮及黃曼梨主講。國片哀感淋漓，非常盡緻，而且，景色的偉麗；光線的美化，更有長足進步，遠勝以前作品。

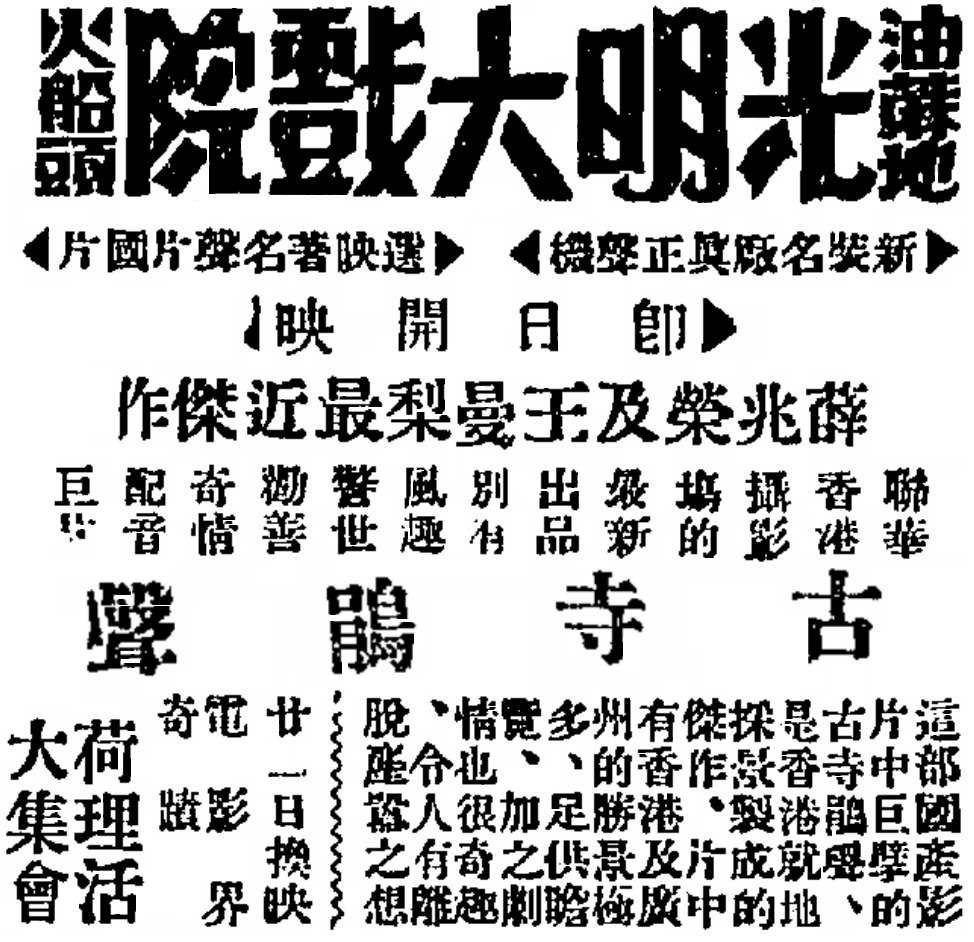
風趣、警世勸善，奇情配音巨片《古寺鵑聲（Ku Tze Kin Sing）》於1932年5月19日，星期四在香港九龍油麻地火船頭（Yau Ma Tei Ferry Pier）光明大戲院（Kwong Ming Theatre）作第二輪公映時的宣傳廣告：『這部國產影片中巨擘的古寺鵑聲，是香港就地採景製成的傑作，片中有香港及廣州的勝景極多，足供膽覽，加之劇情也很奇趣，令人有離脫塵囂之想。』

《古寺鵑聲》乃一齣闡揚佛教教義的悲劇默片。它是香港第一部拍攝農村景色的電影，亦是上海武俠片女演員黃曼梨，從上海到香港發展，所主演的第一部電影。這部默片是上海聯華影業公司 （英語：United Photoplay Service Ltd.）香港名園攝影場（聯華三廠）繼1931年愛情勵志默片《鐵骨蘭心》後的第二部出品。

## 演員表
- 薛兆榮飾演富家花花公子何如夢；
- 黃曼梨飾演趙靜霞；
- 葉培基飾演葉君侯；
- 麥淦池飾演李貢臣；
- 鍾倩濃飾演張鳳儀；
- 葉夢鵑飾演陳子湘；
- 容秀英飾演何家女傭九媽。

## 電影本事
富家花花公子何如夢終日無所事事，流連妓院、酒家。有一天，何如夢與其摯友葉君侯上山打獵，心理變態的葉君侯虐殺一頭懷孕山羊母，使其胎兒亦慘死！下山時，何如夢失足滾落斜坡跌傷，被參扶到附近的一所別墅包紮傷口，因而認識有良好歌喉的別墅女主人趙靜霞。何如夢與趙靜霞一見如顧，火速墮入愛河，並已結為夫婦。婚後，他倆育有一子一女。後來，何如夢接到有關其摯友葉君侯的訃聞，葉君侯的妻子告訴何如夢，葉君侯在死前的哀鳴如同山羊！何如夢憶起其生前所作虐殺山羊的荒唐事，認為他遭受天遣報應。在何如夢的壽宴上，其傭人打算屠宰一隻山羊作菜餚，何如夢突然想起亡友葉君侯，決定戒絕殺生，把其壽宴改為茹素。當晚，何如夢夢到亡友葉君侯生活困苦，遭遇悽慘；亦夢見其棄婦化作厲鬼來追殺他。何如夢在夢中驚醒後，決意拋棄富有家庭生活，離開妻兒，在一間古老佛寺出家作和尚。其妻兒追尋到古寺，勸他還俗回家，無奈何如夢決心此生潛心修佛來贖罪。

## 外景地點
- 香港
- 廣州

## 其它姊妹作品
- 1931年香艷愛情勵志默片《鐵骨蘭心》
  - 聯華三廠處女作，石友于、馮潔貞、麥毅漢 、何大傻 、葉培基、林婉憐主演。
- 1932年偵探奇情動作默片《夜半鎗聲》
  - 聯華三廠第三次出品，吳楚帆、黃曼梨、胡戎、唐醒圖主演。
- 1932年倫理奇情動作默片《暗室明珠》
  - 聯華港三廠第四次出品，亦乃最後出品，石友于、吳楚帆、黃曼梨主演。

## 外部連結
- 香港影庫上《古寺鵑聲》的資料（繁體中文）
- YouTube上的默片《古寺鵑聲》的本事